# یولیوس آرنولت
یولیوس آرنولت (آلمانی: Julius Arnold؛ ‏ آلمانی: [ˈaʁnɔlt]؛ ‏ ۱۹ اوت ۱۸۳۵ – ۳ فوریهٔ ۱۹۱۵) آسیب‌شناس، کالبدشناس و استاد دانشگاه اهل آلمان و فرزند کالبدشناس آلمانی فریدریش آرنولت بود.
وی رشتهٔ پزشکی را در دانشگاه هایدلبرگ، دانشگاه کارل، دانشگاه وین و دانشگاه هومبولت برلین فرا گرفت و از دانشجویان رودلف ویرشو بود. او در سال ۱۸۶۶ استاد رشتهٔ آسیب‌شناسی تشریحی و مدیر مؤسسه آسیب‌شناسی در هایدلبرگ شد. او بیش از ۱۲۰ مقالهٔ پژوهشی در زمینهٔ بافت‌شناسی و آسیب‌شناسی تشریحی منتشر کرده‌است.
نام وی و هانس کیاری امروزه با ناهنجاری کیاری شناخته می‌شود که طی آن، بادامک‌های مخچه و بصل النخاع از طریق سوراخ بزرگ پس‌سری به درونِ مجرای نخاعی کشیده می‌شود؛ بدون آنکه ساقه مغز جابجا شود.